# Tengerparti sás
A tengerparti sás (Carex arenaria) az egyszikűek (Liliopsida) osztályának perjevirágúak (Poales) rendjébe, ezen belül a palkafélék (Cyperaceae) családjába tartozó faj.

## Előfordulása
A tengerparti sás Európa északi és nyugati tengerpartjain széles körben elterjedt. Az Ibériai-félszigeten, valamint Oroszország európai részén is megtalálható. Az ausztráliai Új-Dél-Walesbe és az Amerikai Egyesült Államokbeli Oregonba, Delawarebe, Marylandba, Észak-Karolinába és Virginiába, betelepítették ezt a sásfajt.

## Megjelenése
Ez a sásfaj 15-50 centiméter magas, erőteljes, vízszintesen messze kúszó, elágazó gyöktörzsű, évelő növény. Szára háromélű, felül érdes, és virágzáskor olyan hosszú, mint a levelek. Az utóbbiak lemeze keskeny szálas, fűszerű, csatornás, merev és 3-4 milliméter széles. A virágzat 6 centiméter hosszú, 6-10 tömötten álló füzérkéből tevődik össze, kissé meghajlik. Az alsó füzérkék termősek, a középsők alul termősek és felül porzósak, míg a felsők porzós virágokból állnak. A termőt körülvevő tömlő közepétől szélesen szárnyas.

## Életmódja
A tengerparti sás homokos helyeken, homokdűnéken, fenyéreken és erdeifenyvesekben is nő száraz, savanyú homoktalajokon.
A virágzási ideje májustól október végéig tart.

## Felhasználása
A népi gyógyászatban köszvény (és reuma) elleni teakeverékekben használják. A keverékek további, lehetséges elemei:
- háromszínű árvácska (Viola tricolor)
- orvosi szemvidító (Euphrasia rostkoviana)
- babhüvely (Phaseoli pericarpium)
- tyúkhúr (Stellaria media)
- egynyári szélfű (Mercurialis annua)
- közönséges aranyvessző (Solidago virgaurea)
- mocsári molyűző (Ledum palustre)
- piros ebszőlő (keserű csucsor, Solanum dulcamara)
- mezei zsurló (Equisetum arvense).

## Képek

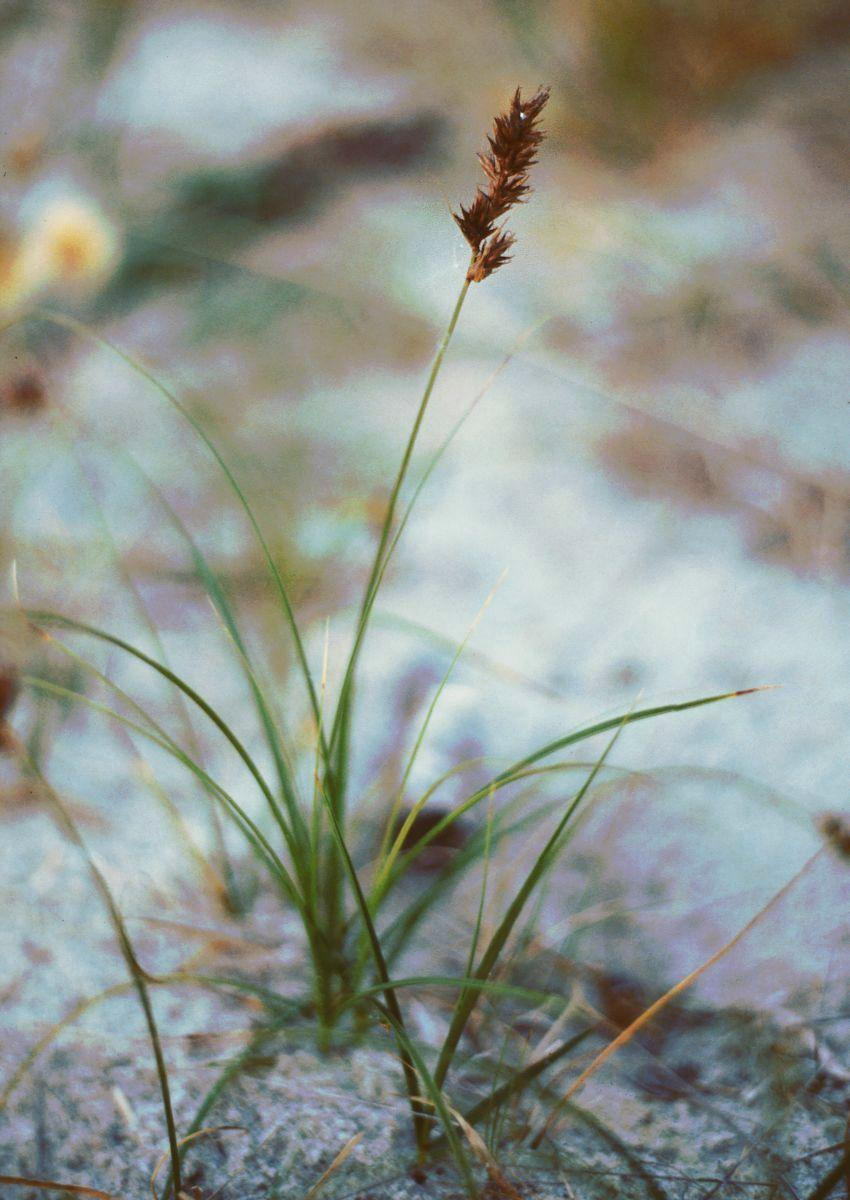
A növény
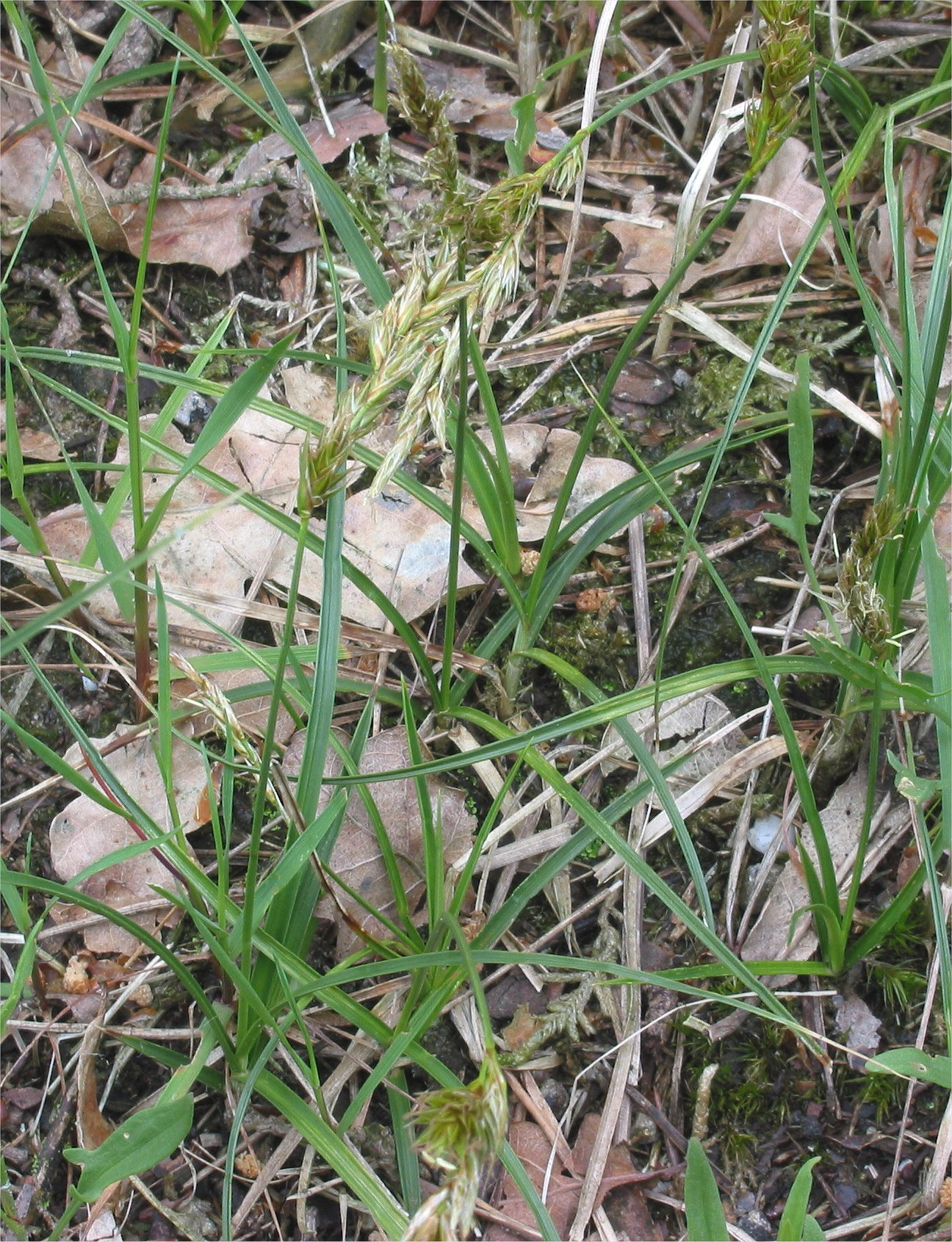
a természetes
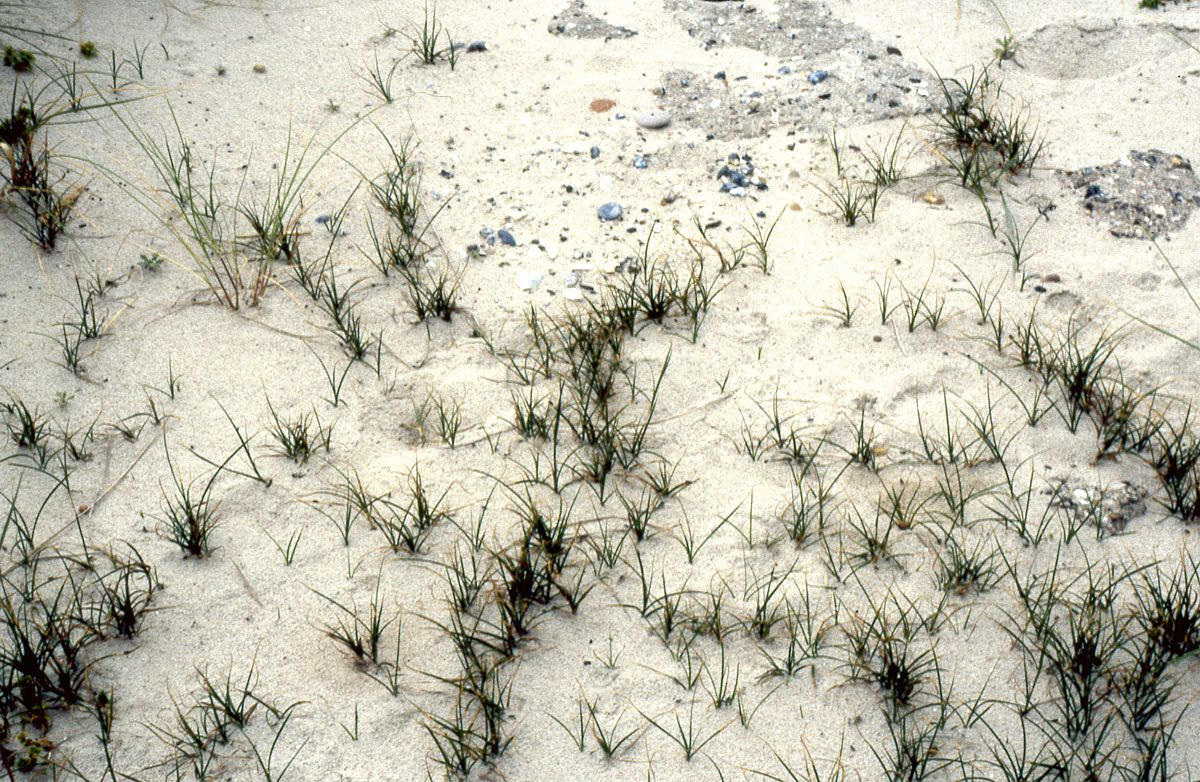
élőhelyén
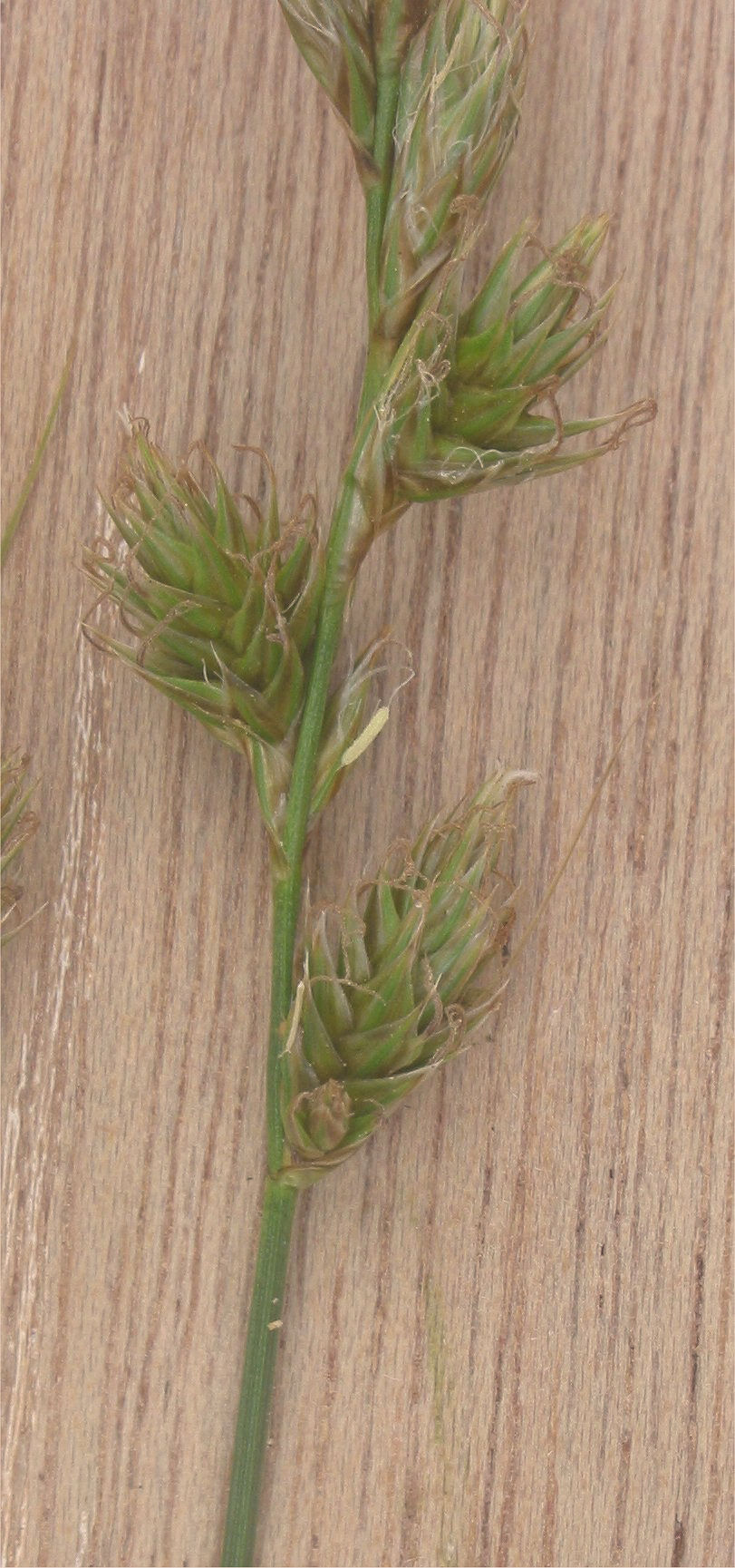
Virágzatai
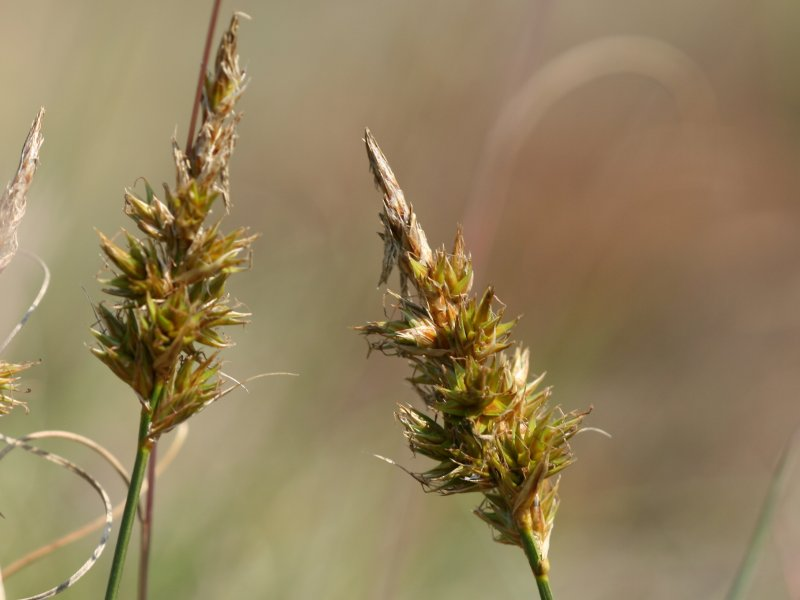
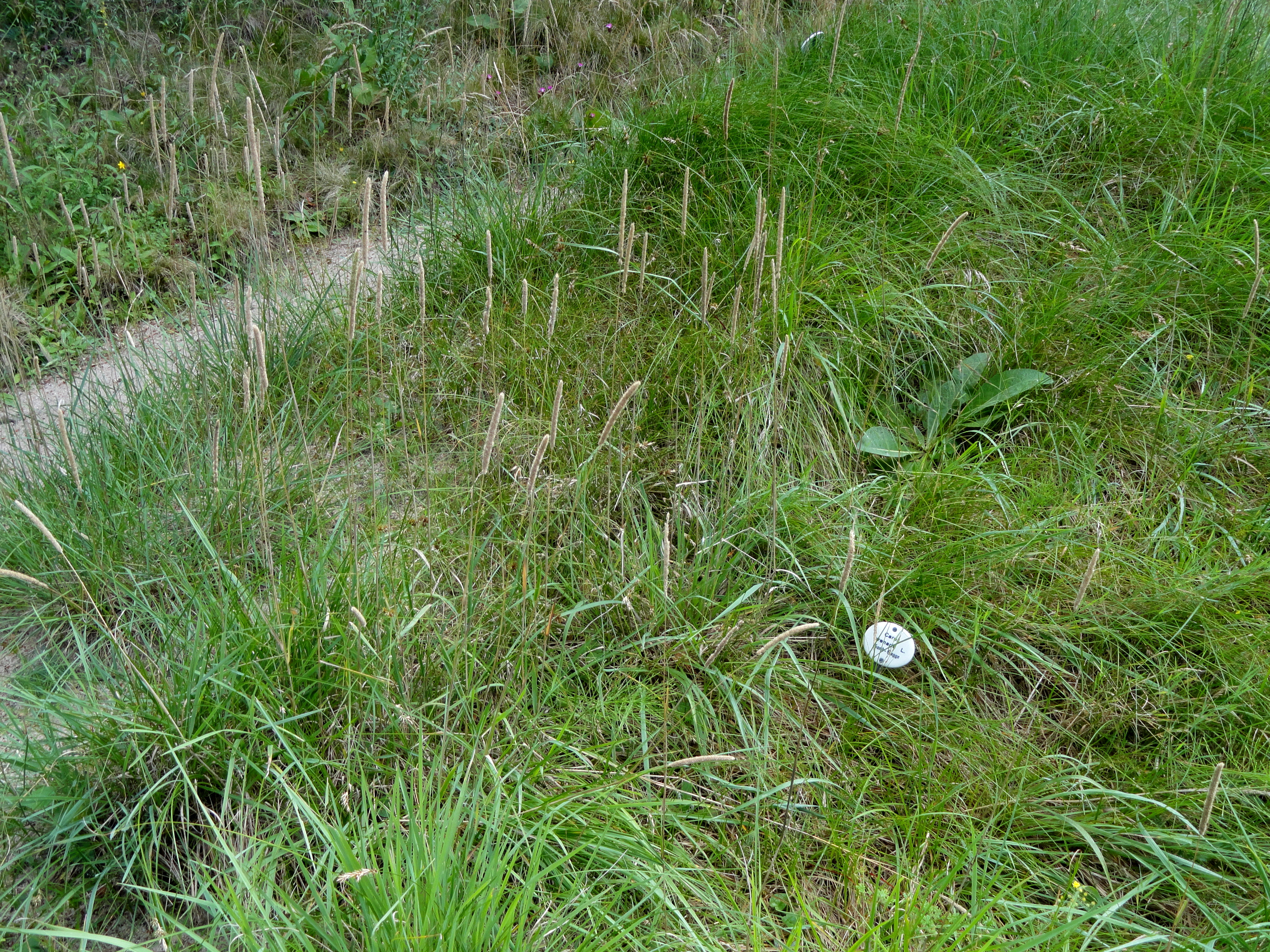
Telepei
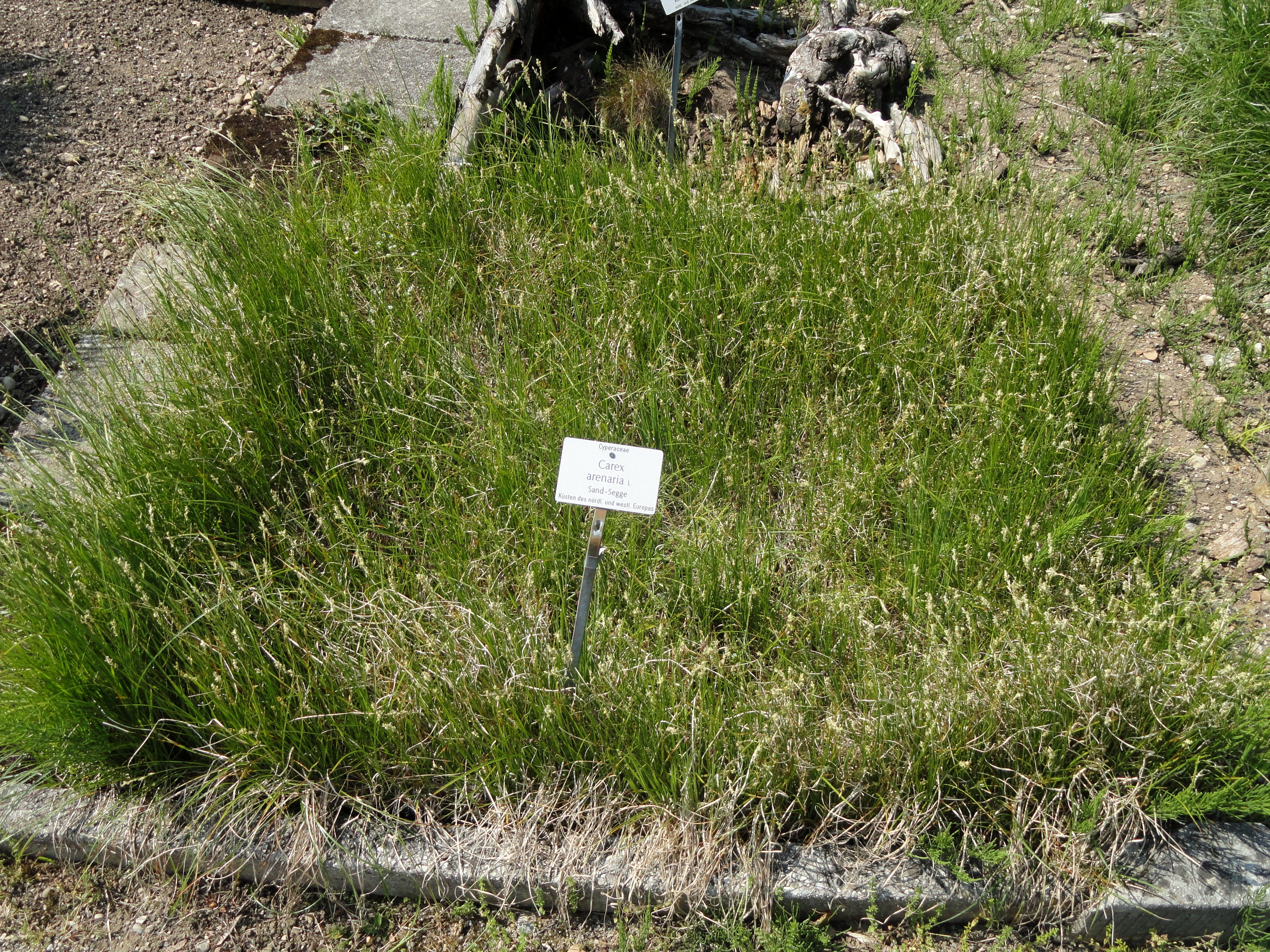
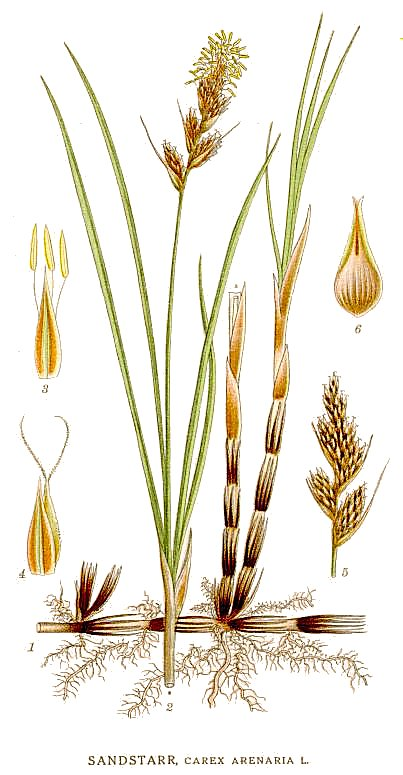
Rajz a növényről